# 둥글둥글한 세상
〈둥글둥글한 세상〉은 1976년 4월 발표된 현이와 덕이의 데뷔 음반이자 옴니버스 형식의 컴필레이션 음반 《친구야 친구》의 3번 트랙으로 수록된 곡이다. 1974년 김기웅이 발표한 곡을 리메이크 한 것이다.